# Parallelometer
Das Parallelometer ist ein Messgerät in der Zahntechnik, mit dem die Parallelität von Zahnwänden, Zahnkavitäten, Teleskopkronen, Stegen oder die Parallelität des Kieferkamms zu den Zahnachsen festgestellt und überprüft wird. Es wird bei der Herstellung zahntechnischer Werkstücke eingesetzt.

## Anwendung
Das Parallelometer wird für folgende zahntechnischen Arbeitsschritte verwendet:
- Parallelmodellieren von Kronen und Stegen
- Parallelfräsen von Teleskopkronen und Stegen
- Parallelpolieren der Werkstücke
- Parallelbohren, z. B. eines Pinledges (Stiftverankerung eines Inlays)
- Parallelausrichten von Geschieben, Zahnklammern und Verbindungsstegen
- Prüfung auf untersichgehende Stellen bei herausnehmbaren Zahnersatz

Das Werkstück wird in das Parallelometer eingespannt und mit einer Messlehre an allen relevanten Stellen vermessen. Kleinere Disparallelitäten können während der Anfertigung des zahntechnischen Werkstücks durch den Zahntechniker korrigiert werden. Ist dies nicht möglich, weil die Disparallelitäten zu groß sind, dann muss der Zahnarzt ggf. Zähne an den nicht parallelen Stellen nachpräparieren (beschleifen) oder es müssen Ausgleichsgeschiebe angebracht werden, die eine gemeinsame Einschubrichtung gewährleisten. Untersichgehende Stellen können teilweise ausgeblockt werden.

## Gerätevarianten
- Parallelometer nach Ney
- Parallelometer nach Bachmann
- Parallelometer nach Harnisch und Rieth
- Mikro-Parallelometer

## Das „Goldene Parallelometer“
Das „Goldene Parallelometer“ ist ein Preis im Wettbewerb der besten Zahntechniker, der seit 1994 in Deutschland durch die Fachredaktion der Zeitschrift Das Dentallabor vergeben wird.